# بخش خوردا
بخش خوردا (به انگلیسی: Khordha district) یک بخش در هند است که در اودیسا واقع شده‌است. بخش خوردا ۲٬۸۸۷٫۵ کیلومتر مربع مساحت و ۲٬۲۵۱٬۶۷۳ نفر جمعیت دارد.